# (73082) 2002 GZ14
(73082) 2002 GZ14 – planetoida z pasa głównego asteroid okrążająca Słońce w ciągu 3,7 lat w średniej odległości 2,39 j.a. Odkryta 15 kwietnia 2002 roku.